# 2. NL
Die 2. NL oder auch Druga nogometna Liga (bis 2022 3. HNL) ist die dritthöchste Spielklasse im kroatischen Vereinsfußball. Sie wurde 1991 unter dem Namen Treća HNL  eingeführt, nachdem sich Kroatien von dem jugoslawischen Staatenbund gelöst hatte. Die 2. NL wird vom kroatischen Fußballdachverband HNS ausgerichtet und organisiert.

## Geschichte
1991 wurde die Liga unter dem Namen Treća HNL gegründet, hatte ihre erste Austragung allerdings erst ein Jahr später. Das Ligaformat änderte sich seit der Gründung mehrfach; zuletzt zur Saison 2022/23. Ursprünglich hatte die Treća HNL vier Staffeln. In der Saison 1992/93 wurde mit der Ost-Staffel eine fünfte Liga zur Treća HNL eingeführt. In diesem Modus fand die 3. HNL bis zur Saison 2006/07 statt, ehe eine Umgliederung in drei Ligen à 18 Mannschaften stattfand. 2012/13 und 2013/14 war die 3. HNL fünfgleisig, von 2014/15 bis 2018/19 wurde wieder in drei Ligen (West, Ost und Süd) gespielt. Von 2019/20 bis 2021/22 bestand die Liga wieder aus fünf regionalen Staffeln.
Nach der Neugliederung 2022 wurde die Liga in 2. NL umbenannt. Die meisten Vereine der letzten Saison 2021/22 (68) spielen ein Jahr später in der neuen 3. NL.

## Modus
Die 16 Vereine spielen an 30 Spieltagen, aufgeteilt in einer Hin- und einer Rückrunde, jeweils zwei Mal gegeneinander. Der Meister steigt direkt in die 1. NL auf, der Zweite kann über die Play-offs aufsteigen. Die zwei letzten Vereine steigen direkt in die 3. NL ab, der Drittletzte spielt in der Relegation um den Klassenerhalt.